# Литургия (балет)
«Литурги́я» — балет-мистерия, литургический балет, неосуществленная постановка Леонида Мясина 1915—1917 годов на духовную музыку в рамках дягилевской антрепризы «Русских сезонов», известная, в первую очередь, авангардными эскизами костюмов работы Натальи Гончаровой, сделанными в 1915 году и напечатанными ограниченным тиражом около 1926 года.

## Балет
Мясин, проводивший в детстве летние каникулы в Звенигороде и в молодости увлекавшийся религиозной живописью итальянского Возрождения, довольно рано обратился к религиозной теме. Замысел балета «Литургия» создавался у Мясина под воздействием живописи Чимабуэ.
Во время путешествия по Италии Мясин заинтересовался религиозными полотнами XII—XIII веков. Тогда танцовщик впервые осознал, что сможет ставить балеты, о чём и заявил Дягилеву. Впервые Дягилев предложит Мясину, своему новому фавориту, поставить литургический балет на евангельскую тему в Швейцарии на вилле Стравинского Бельрив в Уши в 1914 году. Мясин впервые решил пробовать свои силы в качестве постановщика и воплотить идею о преобразовании архитектуры и живописи в хореографическую форму. Вся религиозная атмосфера соборов, фресок, православные византийские мозаики, как вспоминал сам будущий балетмейстер, «оказывали властное влияние на меня и в духовном, и в эстетическом плане, и это влияние начинало сказываться на моей профессиональной карьере».
В 1914—1915 годах для оформления постановки Дягилев привлёк Гончарову и Ларионова. Как пишет исследователь: «предполагалось поставить балет, состоящий из нескольких картин в стиле византийских мозаик, причём для усиления атмосферы литургии балет должен был проходить без музыки. Чтобы постановка воспринималась не как римская католическая литургия, а как православный обряд, в перерывах между картинами должна была звучать русская церковная музыка». Дягилев был тогда увлечен идеями ритмопластики и, по словам режиссёра труппы С. Л. Григорьева, сперва собирался поставить балет без музыки, под один ритм шагов танцовщиков.
Сначала Дягилев представлял себе балет как «экстатическую обедню в 6-7 коротких картин». Письмо Дягилева Стравинскому от 25 ноября 1914 года гласит: «Эпоха по жанру около Византии; конечно, у Мештровича выйдет по-своему. Музыка — ряд хоров a capella — чисто религиозных, может быть, вдохновленных григорианскими темами». Хор должен был звучать только при закрытом занавесе. В качестве композитора Дягилев захотел Стравинского, которому писал в марте 1915 года: «Слушая 32 репетиции „Литургии“, мы пришли к убеждению, что абсолютная тишина — это смерть, и что в воздушном пространстве абсолютной тишины нет и быть не может (…) Предполагающиеся инструменты — колокола с густо обвязанными языками, эолова арфа, гусли, сирены, волчки и прочее. Конечно, надо это разработать. И вот для этого Маринетти очень предлагает нам собраться хоть на один день в Милане, чтобы переговорить с заправилами из оркестра и детально исследовать все их инструменты».
Работа по-настоящему началась в Швейцарии на вилле Бельрив, где к небольшой труппе присоединились освободившиеся от других дел Ларионов и Гончарова.

Мясин вспоминал: «Первой сценой в балете (…) было „Благовещение“, исполняли её Лидия Соколова и я. Для этой сцены я, вдохновленный Девой Марией Чимабуэ, придумал ряд угловатых жестов негнущимися руками с плоскими ладонями. Для картины „Вознесение“ я выстроил две группы ангелов, у которых руки были обращены вверх и скрещены, что создавало иллюзию крыльев, поднимающих в небеса».

Работа над балетом продолжалась с перерывами с 1915 до 1917 года. Первоначальная идея о том, что он будет идти без музыки была отвергнута, предлагались разные варианты сопровождения — от церковной музыки, до футуристических опытов Маринетти. Количество предполагаемых картин тоже менялось. Сначала предполагалось, что постановка будет осуществлена внутри реального храма, церкви — по аналогии со средневековыми мистериями. Затем сменившая как оформитель Мештровича художница Гончарова выполнила декорацию, изображающую церковный интерьер (ныне в Метрополитен-Музее).
Все было весьма бесформенным и, как пишет исследователь, «не дождавшись более внятных указаний, Гончарова с Ларионовым составили перечень сцен „Литургии“ (написанные ими либретто хранятся в отделе рукописей ГТГ). Средневековая литургийная драма разделялась на две: Рождественскую и Пасхальную. В первую входил круг сюжетов, связанных с рождением Христа, во вторую — с Воскресением».
Осуществить постановку балета по причине начавшейся Первой мировой войны тогда не удалось. «Работа над спектаклем продолжалась в течение нескольких лет, но он так и не был реализован. Наверное, даже для Дягилева это было слишком: спектакль без музыки, без либретто, а благодаря оформлению Гончаровой — и без движения».
Это весьма расстроило Мясина: «Я ощутил горькое разочарование. Для меня „Литургия“ была … первой реализацией темы, которая пустила глубокие корни в моём подсознании, ещё когда я был ребёнком. Я имел своё балетное видение сцен из жизни Христа; красота и смирение его в страданиях терзали моё воображение долгие годы и повлияли на мои наиболее знаменитые творения следующих лет».
Хотя «Литургия» осталась неосуществленной, однако на протяжении своей жизни Мясин неоднократно возвращался к религиозной тематике: в 1930-х годах создал балет о жизни святого Франциска Ассизского «Достославное видение» (Nobilissima Visione), в 1952 году поставил Laudes Evangelii, за которыми последовали балеты «Воскресение и жизнь» на аранжировку музыки Монтеверди и Габриели, «Евангелисты» (1957) на старинную музыку.
Дягилев, несмотря на расставание с Мясиным, тоже продолжал помнить об евангельской тематике, и в 1928 году он заказал Сергею Прокофьеву написать музыку к балету на евангельскую притчу о блудном сыне. Премьера балета «Блудный сын» состоялась 21 мая 1929 года на сцене театра Сары Бернар и оказалась последней постановкой Дягилева, вскоре скончавшегося.
В 1930—1940-е годы Ларионовым была предпринята ещё одна попытка осуществления замысла. Но на этот раз осуществить постановку балета не удалось по причине начавшейся Второй мировой войны.

## Эскизы костюмов

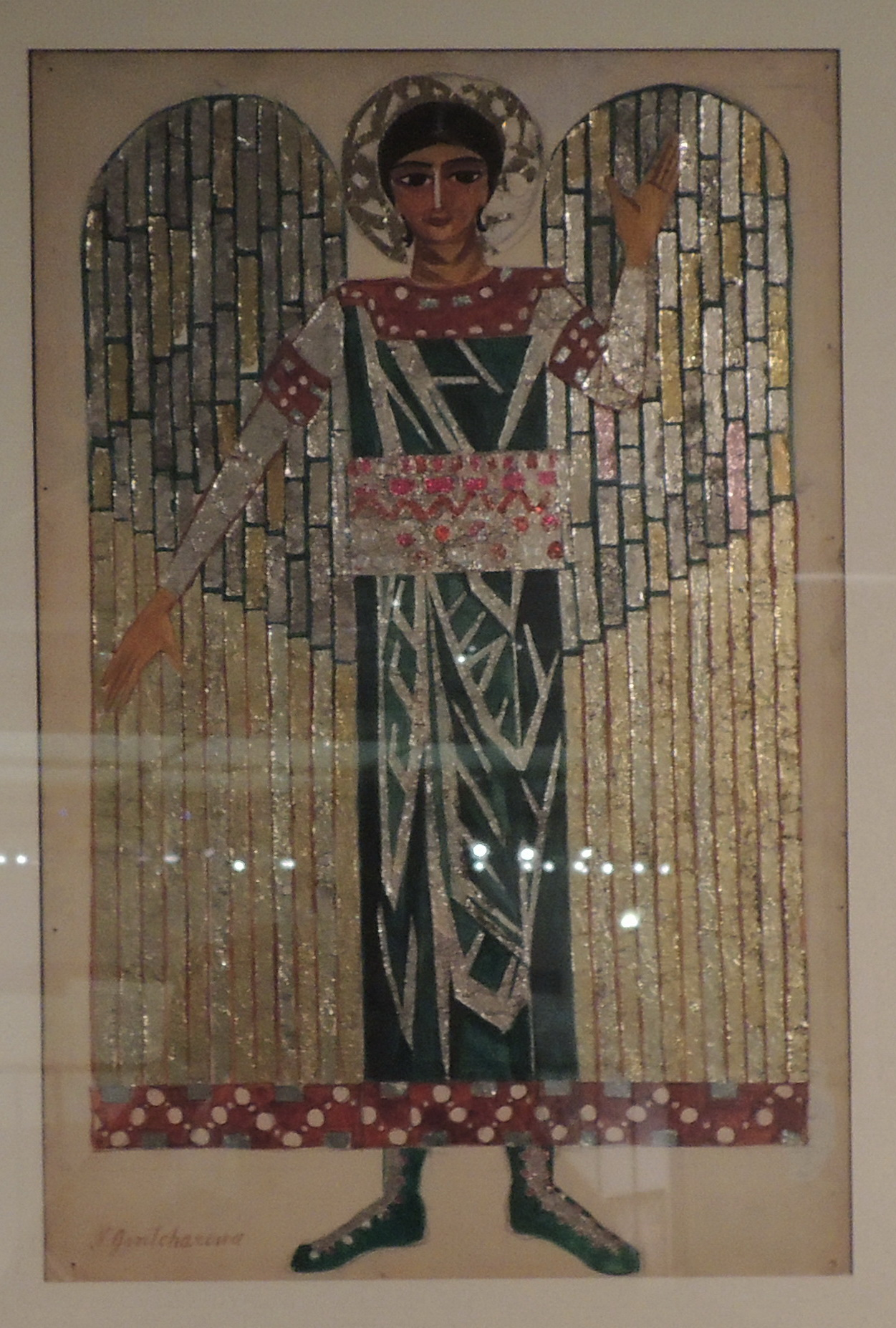
Оригинал эскиза, на котором видно применение фольги

Считается, что гончаровская серия «Литургия» — лучшая из её работ по оформлению дягилевских балетов, основанных на русских фольклорных образах. Оригиналы были исполнены гуашью.
«Плоскостно трактованные угловатые фигуры святых, апостолов, волхвов и херувимов удивительно органично соединяют в себе приемы древней иконописи и ультрасовременный для той поры (1915) почерк кубизма». Как художник, Гончарова взяла за основу древнерусский живописный источник — фрески, мозаики, иконы. Действие спектакля было перенесено в храм с традиционным иконостасом. Отдельные эпизоды из жизни Христа в либретто, по сути, представляли собой сюжеты икон праздничного чина иконостаса. Занавес был сделан в виде басмы.
«В своих поисках художница обращается к проблеме материалов для изготовления костюмов. Вместо легких, традиционных для балета тканей она применяет жесткие конструкции, которые должны ли- шить фигуры танцовщиков привычного объёма. Парадокс состоял в том, что в попытках передать плоскостность фигур, Гончарова приходит к идее трехмерного костюма-конструкции. Единственный раз, сама того не желая, она активно вмешивается в хореографию спектакля и в конечном счете определяет её. Тяжелые костюмы с прорезями ограничивали движения, оставляя возможность лишь менять положения рук и ног. Их конструкция предполагала единственное направление движения артистов — вдоль рампы. Костюмы превращали актёров в подобие кукол-марионеток, рядом с которыми должны были появляться выносные фигуры большего масштаба, изображающие Христа и Богоматерь».
Гончарова работала над «Литургией» по заказу С. П. Дягилева в 1915—1916 годах. Она создает «многочисленные карандашные эскизы, которые затем переводит в цветные композиции в технике гуаши и коллажа из серебряной и золотой фольги». Оригиналы хранятся в ГТГ (картон, акварель, гуашь, коллаж, графитный карандаш).
Рисунок с изображением фигуры волхва был опубликован на титуле американского каталога 1922 года выставки Ларинова-Гончаровой.

### Издание
Liturgie. 1915 — Lausanne. 16. Maquettes. Reproduites au pochoir d’apres les Aquarelles originales et signees par l’Auteur. Paris. La Cible.
Несмотря на отмену балета, эскизы костюмов были опубликованы (либо в 1915, либо в 1927 году). «Когда становится ясно, что балет не будет поставлен, а также появляется возможность изготовить „профессиональные“ трафаретные формы из металлической фольги (цинка), художница воспроизводит композиции в технике пошуара, чуть изменив некоторые из них, адаптировав под воспроизведения».
Тираж папки составлял ограниченное количество экземпляров. Они были выполнены в графической технике трафаретной печати (шелкографии) пошуар, с авторским автографом латиницей, причем почти все листы имеют разные размеры, а количество рисунков приводится как 14-16 штук. В издание не вошли все рисунки, выполненные для балета, отбор, судя по всему, проходил по принципу стилистического единообразия с выбором наиболее «кубистических» вещей.
Экземпляры хранятся в Бахрушинском музее, имелись в коллекции описавшего их Никиты Лобанова-Ростовского. Точный тираж альбомов не обозначен. В письме Ларионов указывает 50 экземпляров, но на самом деле тираж был больше, например, только вТ ретьяковской галерее хранится более 100 экземпляров листов с изображением «Иуды».
Авторская датировка Гончаровой, подписанная на обложках, гласит «1915», что долгое время традиционно считалось датой создания рисунков. Однако в процессе подготовки юбилейной выставки художницы исследователи пересмотрели эту дату, равно как и датировку «Театральных портретов» того же времени. «Трудно было предположить, что альбомы, имеющие все же немалый тираж, а „Литургия“ и большой формат, могли быть сделаны в Лозанне (так значится в выходных данных альбомов). В это время художники жили в гостинице и были загружены подготовкой театрального сезона дягилевских „Русских балетов“ — исполняли оформление балетов, присутствовали на репетициях и прослушивании музыки. Непонятно и то, зачем в разгар работы над постановкой балета „Литургия“, когда художница создавала эскизы костюмов, возникла необходимость издавать альбом с их воспроизведением». Пересмотренная датировка тиража подтверждается письмом М. Ларионова, датированным 1926 годом: «…он скоро появится в альбоме этого жанра Гончаровой, который будет под названием „Литургия“. Альбом будет содержать 17 или 19 рисунков в цвете, подписанных автором. Будет только 50 экземпляров альбома. Рисунки репродукций будут сделаны вручную в размере оригиналов акварелью и гуашью. Все будет сделано вручную, как оригинал. Приготовление каждого рисунка будет стоить довольно дорого изданию и цена продажная будет 3000 франков за лучшие, два музея Лондонских уже купили за 3000 менее удачные рисунки этого издания, которые были уже одолжены».

### Листы

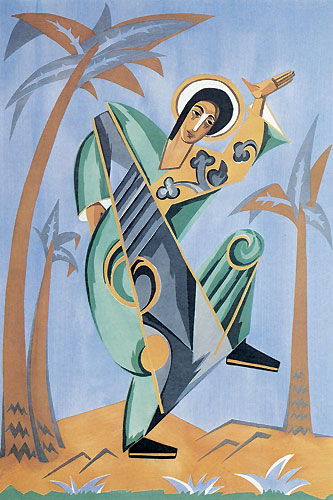
Святой Иоанн
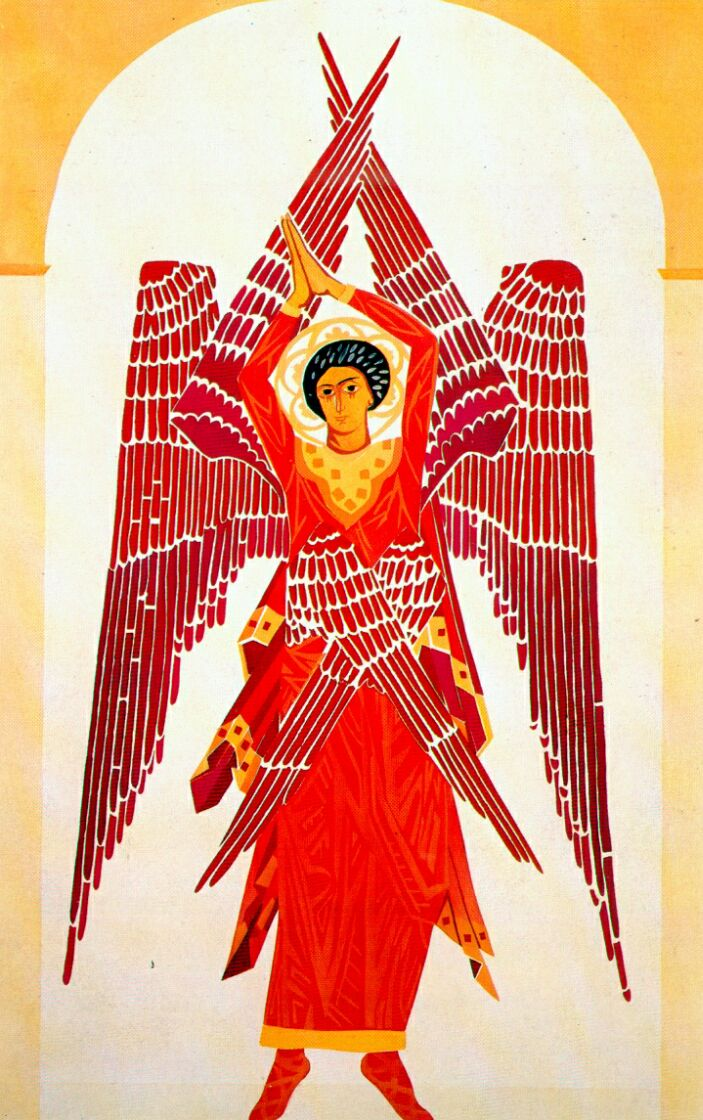
Серафим
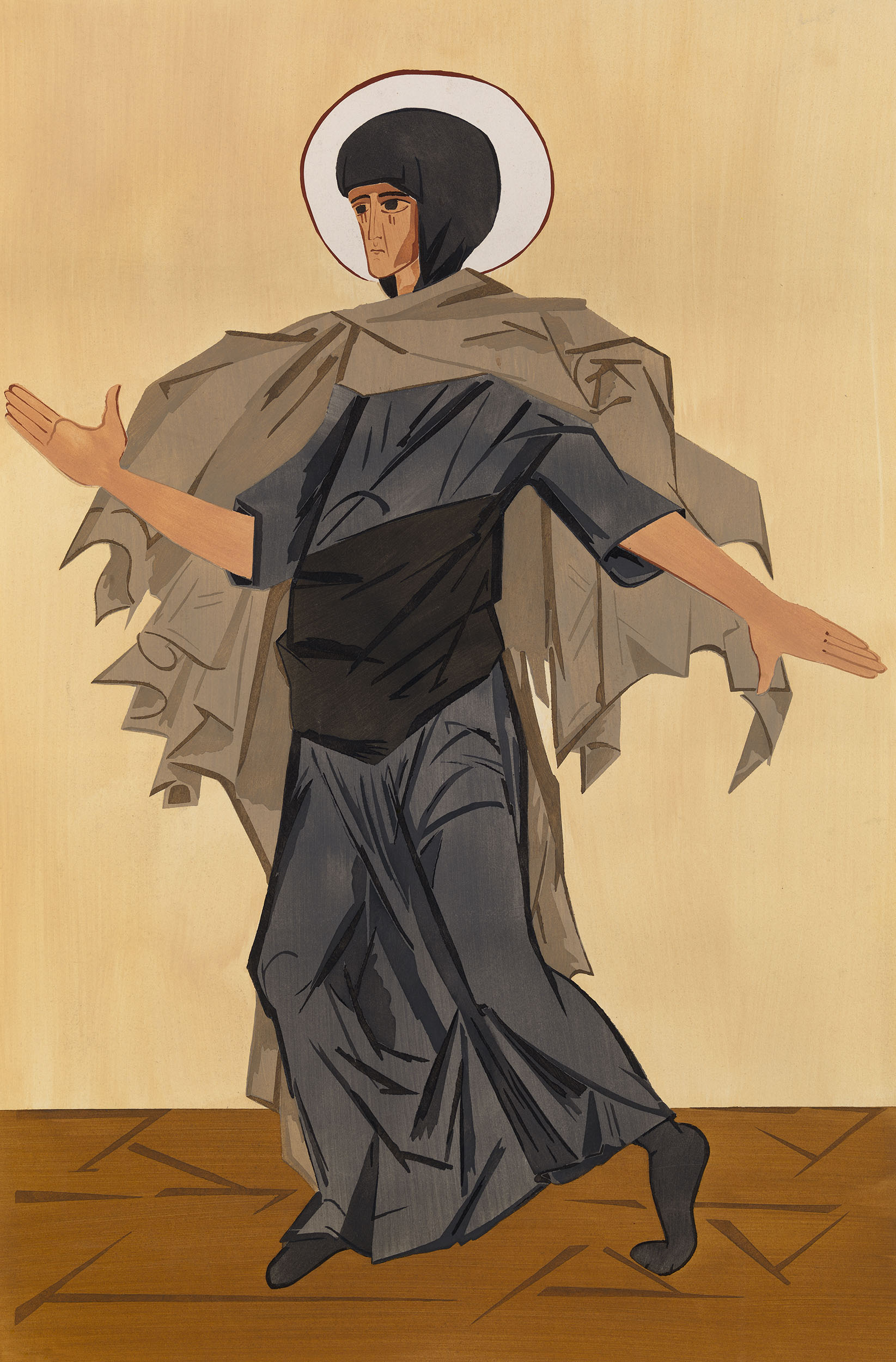
Святая Анна
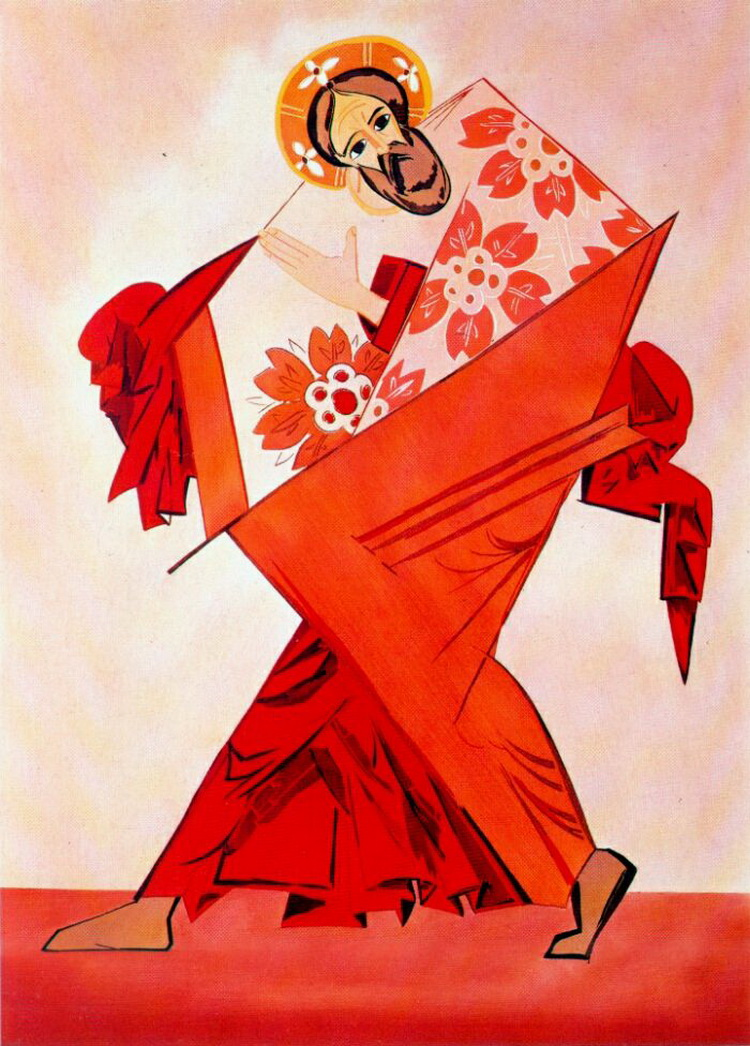
Святой Андрей
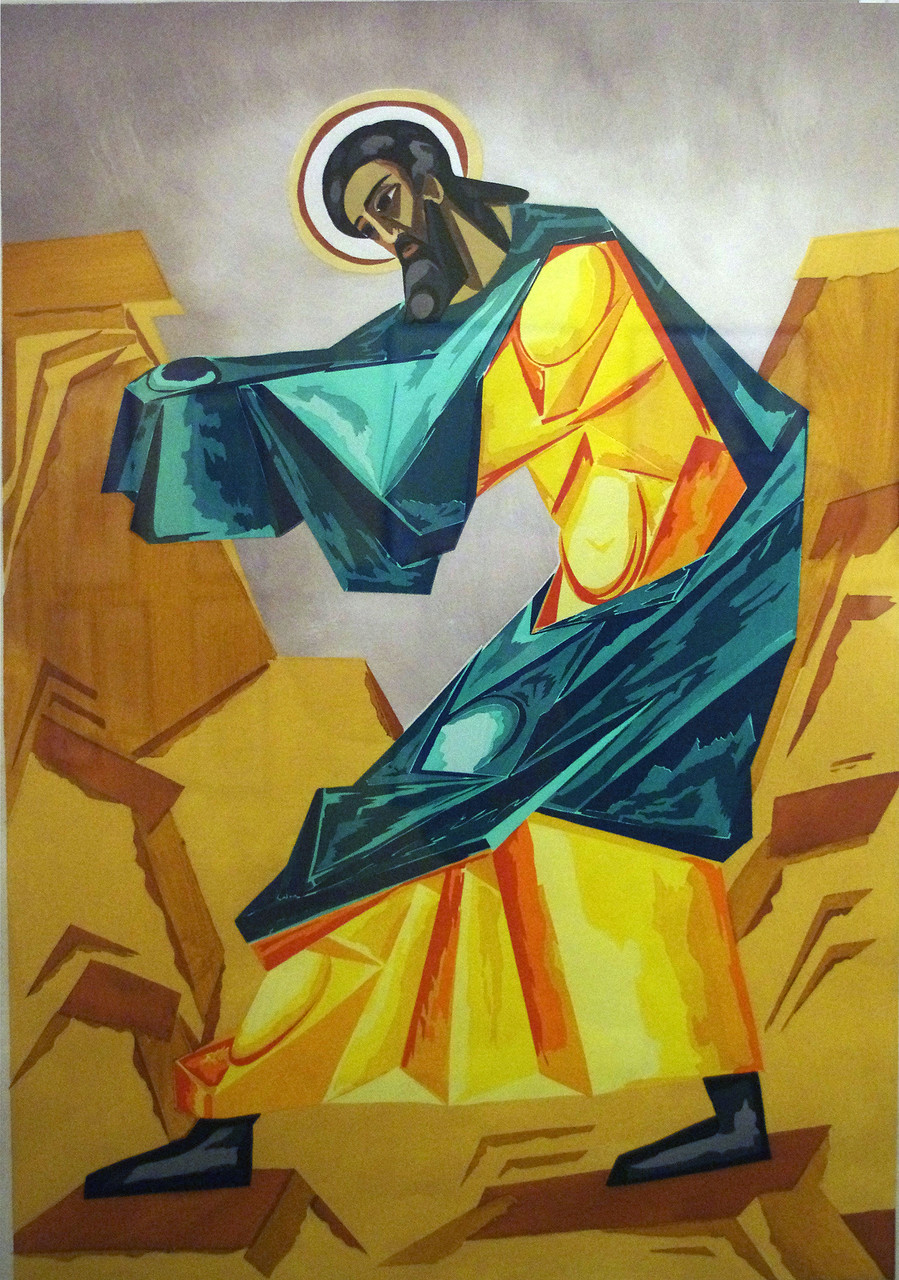
Святой Петр
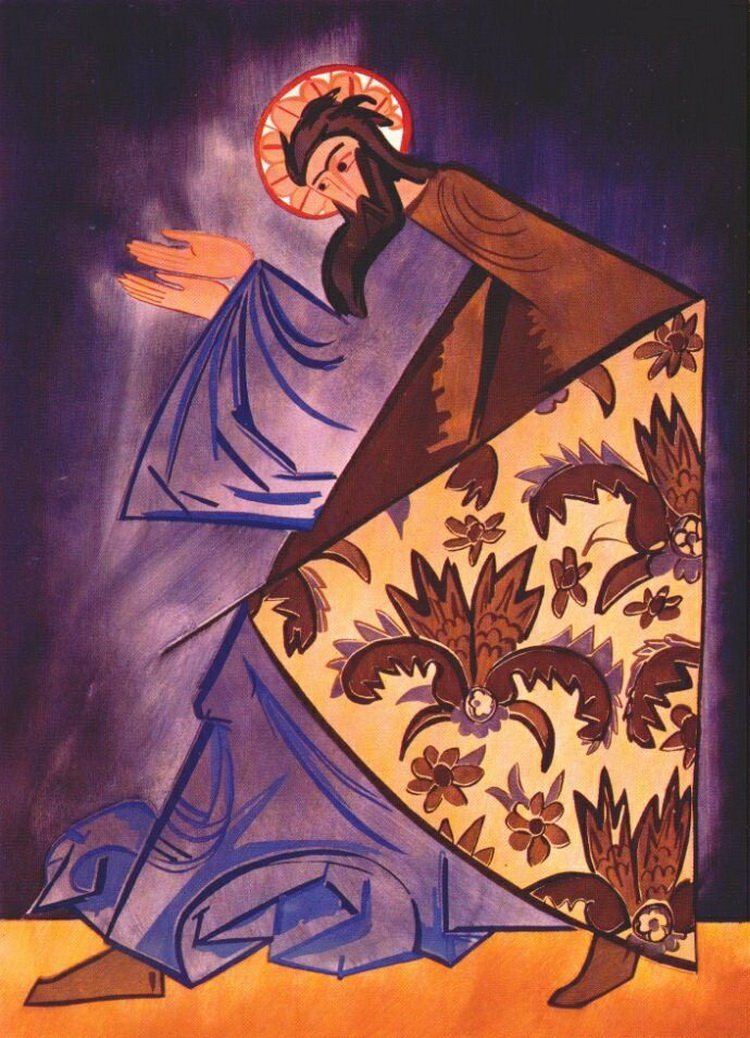
Святой Лука
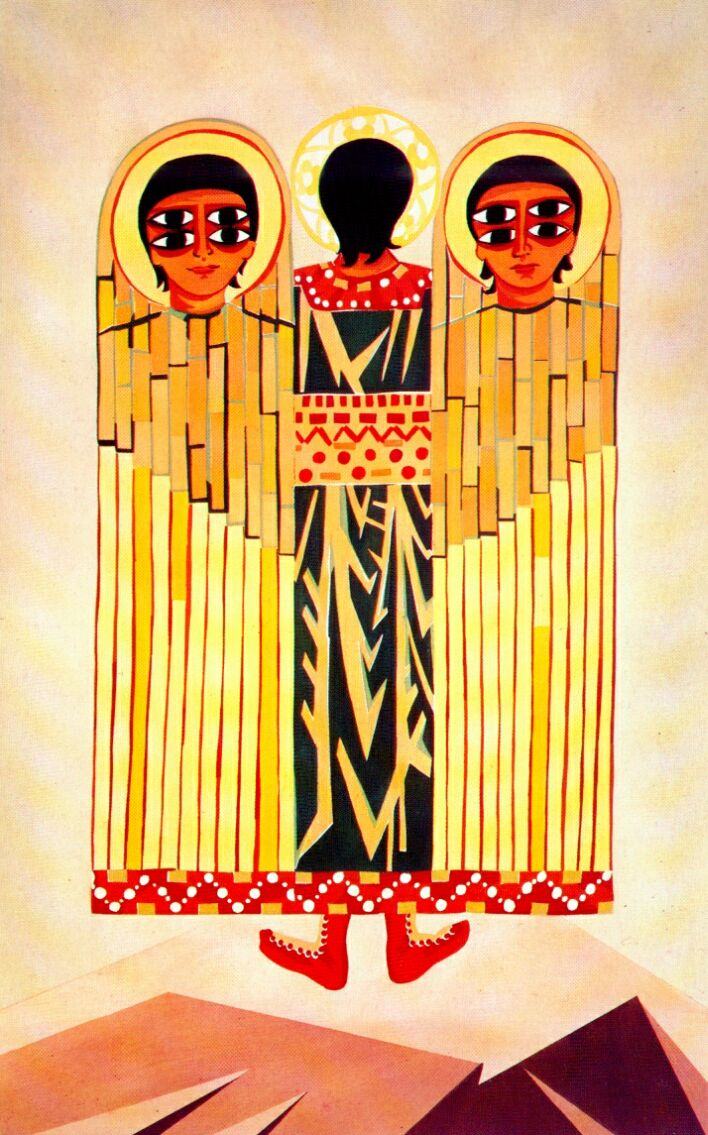
Херувим
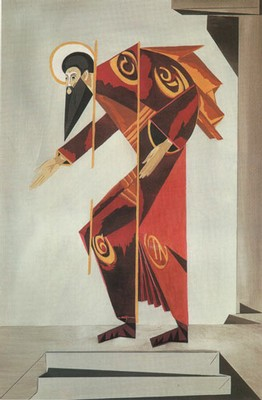
Святой Марк
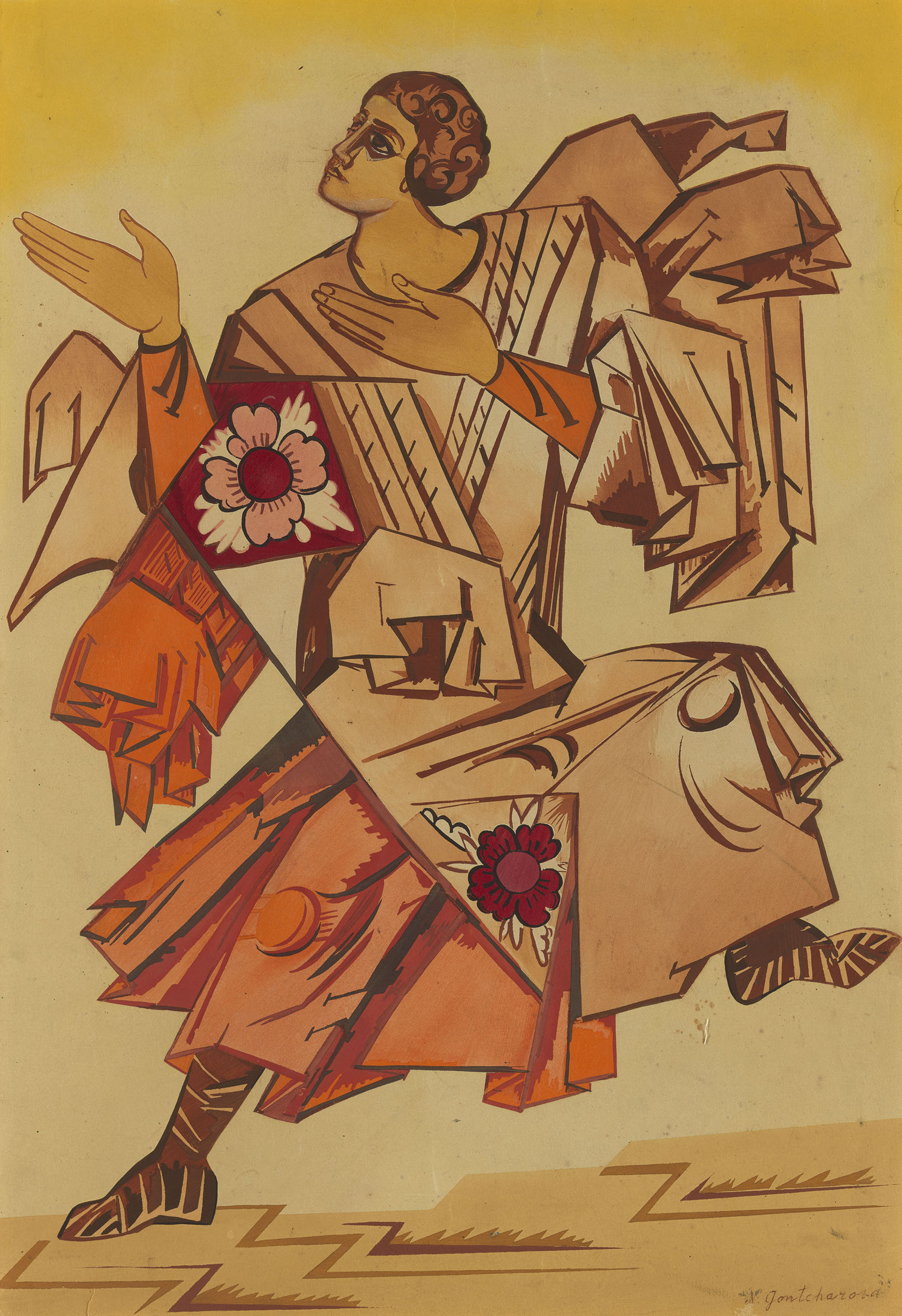
Волхв
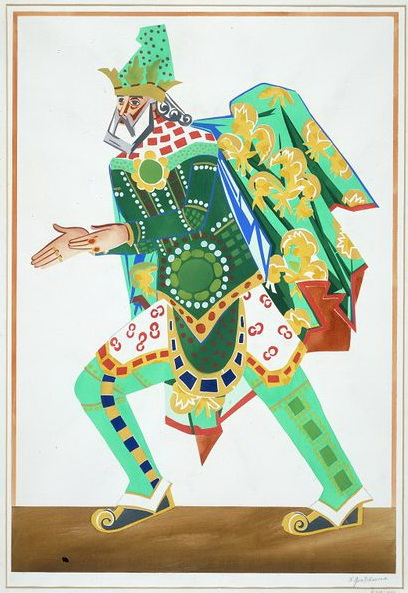
Волхв